# Sainte-Colombe-des-Bois
Sainte-Colombe-des-Bois és un municipi francès, situat al departament del Nièvre i a la regió de Borgonya - Franc Comtat. L'any 2018 tenia 133 habitants.

## Demografia
El 2007 tenia 133 habitants. Hi havia 64 famílies, de les quals 28 eren unipersonals.
El 2007 hi havia 115 habitatges, 68 eren l'habitatge principal de la família, 36 eren segones residències i 11 estaven desocupats. El 2007 hi havia una botiga i un taller de reparació d'automòbils i una empresa de serveis. L'any 2000 hi havia 9 explotacions agrícoles que conreaven un total de 744 hectàrees.